# Континент
Континент (лат. continere, „држати заједно“) је велика континуална маса тла на планети Земљи. Не постоји један стандард који дефинише континент и различите културе и научне дисциплине имају различите листе онога што они сматрају континентима. Уопштено, континент мора бити велик и имати геолошки јасне границе. Док неки сматрају да постоји само 4 или 5 континената, уобичајено је прихваћено да их постоји 6 или 7. У редоследу од највећег по величини до најмањег, они су: Азија, Африка, Северна Америка, Јужна Америка, Антарктик, Европа и Аустралија.
Две најчешће дилеме у листи континената су да ли Европа и Азија треба да буду разматрани као два континента или је у питању Евроазија, и да ли су Северна Америка и Јужна Америка два континента или је то један континент по имену Америка. Неколицина географа предлаже груписање Европе, Азије и Африке у континент по имену Еврафразија.
Континенти су понекад концептуално подељени тако да чине „суперконтиненте“ или подељени на „потконтиненте“. Ови термини су још непрецизније дефинисани од појма континент. Геолошки гледано континенти се углавном подударају са областима континенталне коре који се налазе на континенталним плочама. Међутим неке области континенталне коре су региони покривени водом који се обично не укључују у списак континената. Подручје под називом Зеландија је једно такво подручје.
Острва се обично сматрају деловима континента којима су најближа. „Океанија“ понекад означава и Аустралију и Пацифичка острва, укључујући Нови Зеланд. По другом тумачењу, Аустралија је континент за себе док Пацифичка острва нису део тог континента.

## Дефиниције и примене
По конвенцији, „континенти се сматрају великим, континуираним, дискретним масама земље, идеално одвојеним пространим водама“. Неколико од седам конвенционално признатих континената нису дискретне копнене масе које су потпуно одвојене водом. Критеријум „велика“ доводи до произвољне класификације: Гренланд, са површином површине 2.166.086 km2 (836.330 sq mi) сматра се највећим острвом на свету, док се Аустралија, на 7.617.930 km2 (2.941.300 sq mi) се сматра најмањим континентом.
Веће копнене површине Земље имају обале на јединственом, континуираном Светском океану, који је подељен на неколико главних океанских компонената континентима и разним географским критеријумима.

### Опсег
Најрестриктивније значење термина континент је да је то континуирана копнена површина, при чему морске обале и копнене границе сачињавају руб континента. У том смислу термин континентална Европа (која се понекад у Британији назива „Континентом”) се користи за означавање главног копненог дела Европе, чиме се искључују острва као што су Велика Британија, Ирска, Малта и Исланд, а термин континентална Аустралија се односи на копнени део Аустралије, без Тасманије и Нове Гвинеје. Слично томе, континенталне Сједињене Државе сачињава 48 суседних држава и дистрикт Колумбија у централној Северној Америци, као и Аљаска на северозападном делу континента (мада су та два дела раздвојена Канадом), док се искључују Хаваји, Порторико, и Гвам.
Са тачке гледишта геологије или физичке географије, континент се може проширити изван граница непрекидне суве земљишне површине, како би се укључиле плитке, потопљене суседне области (континентални праг) и острва на прагу (континентална острва), јер су она структурни део континента.
Из ове перспективе, руб континенталног прага је права ивица континента, пошто обале варирају са променама нивоа мора. У том смислу острва Велике Британије и Ирске су део Европе, док Аустралија и острво Нова Гвинеја заједно чине континент.
Као културна творевина, концепт континента може да прелази преко континенталног прага и да обухвата океанска острва и континенталне фрагменте. У том смислу, Исланд се сматра делом Европе, а Мадагаскар делом Африке. Екстраполирајући овај концепт до његовог екстрема, поједини географи групишу Аустралијску континенталну плочу са острвима у Пацифику у један континент звани Океанија. Овим се дели целокупна копнена површина Земље на континенте или квази-континенте.

### Сепарација
Идеални критеријум према коме је сваки континент засебна копнена маса се обично не примењује дословно због историјских конвенција. Од седам континената који су у највећој мери глобално прихваћени, само су Антарктик и Аустралија комплетно одвојени од других континената океаном. Неколико континената није дефинисано у виду апсолутно раздвојених копнених целина већ као „више или мање дискретне земљишне масе”. Азија и Африка су спојени путем Суецког земљоуза, а Северна и Јужна Америка путем Панамског земљоуза. У оба случаја, нема комплетне сепарације тих копнених маса путем воде (не узимајући у обзир Суецки канал и Панамски канал, који су уски и плитки, као и вештачки направљени). Оба ова земљоуза су веома уска у поређењу са већинским деловима копнених површина које уједињују.
Северна Америка и Јужна Америка се третирају као засебни континенти у моделу седам континената. Међутим, они се исто гледају као један континент познат као Америке. Такво гледиште је било широко заступљено у Сједињеним Државама до Другог светског рата, а и даље је превалентно у неким азијским моделима шест континената. Ово остаје заједничка визија у латиноамеричким земљама, Шпанији, Португалији, Француској, Италији и Грчкој, где се у школама предаје као један континент.
Критеријум дискретне копнене масе у потпуности се занемарује ако се континуална копнена маса Евроазије класификује као два одвојена континента: Европу и Азију. Физиографски, Европа и Јужна Азија су полуострва евразијске копнене масе. Међутим, Европа је широко прихваћена као континент са њеном релативно великом површином од 10.180.000 km2 (3.930.000 sq mi), док се Јужна Азија, са мање од половине те површине, сматра потконтинентом. Према једном алтернативном гледишту, у геологији и географији, Евроазија је један континент у шестоконтинентном погледу на свет. Неки сматрају раздвајање Евроазије у Азију и Европу последицом преосталог евроцентризма: „У погледу физичке, културне и историјске разноврсности, Кина и Индија су упоредиве са целокупном европском копненом масом, не са појединачним европских земљама. [...].” Међутим, из историјских и културних разлога, поглед на Европу као посебан континент наставља се у неколико категоризација.
Ако се континенти дефинишу стриктно као дискретне копнене целине, које обухватају сва додирна копнена тела, тада Африка, Азија и Европа формирају један континент који се може назвати Афро-Евроазијом. Ово производи модел четири континента који се састоји од Афро-Евроазије, Америке, Антарктика и Аустралије.
Кад су нивои мора били нижи током плеистоценских ледених доба, веће области континенталних прагова су биле изложене као копно, формирајући копнене мостове. Током тих периода Аустралија и Нова Гвинеја су биле један, континуирани континент. Слично томе, Америке и Афро-Евроазија су биле спојене Беринговим копненим мостом.
Остала острва попут Велике Британије су била спојена са главном копненом масом континената. У то време постојала су само три дискретна континента: Афро-Евроазија-Америка, Антарктика и Аустралија-Нова Гвинеја.

### Неки системи дефинисања континената
| Модели | Модели           | Модели           | Модели           | Модели          | Модели        | Модели    | Модели              | Модели |
| --- | ---------------- | ---------------- | ---------------- | --------------- | ------------- | --------- | ------------------- | ------ |
| Мапа на којој су бојом означени различити континенти. Сличне нијансе приказују области које се могу консолидовати или поделити. |                  |                  |                  |                 |               |           |                     |        |
| Четири континента | Африка-Евроазија | Африка-Евроазија | Африка-Евроазија | Америка         | Америка       | Антарктик | Аустралија/Океанија |        |
| Пет континената | Африка           | Aзија            | Европа           | Америка         | Америка       | —         | Аустралија/Океанија |        |
| Пет континената | Африка           | Евроазија        | Евроазија        | Америка         | Америка       | Антарктик | Аустралија/Океанија |        |
| Шест континената | Африка           | Азија            | Европа           | Америка         | Америка       | Антарктик | Аустралија/Океанија |        |
| Шест континената | Африка           | Евроазија        | Евроазија        | Северна Америка | Јужна Америка | Антарктик | Аустралија/Океанија |        |
| Седам континената | Африка           | Азија            | Европа           | Северна Америка | Јужна Америка | Антарктик | Аустралија/Океанија |        |

- Модел седам континената се обично предаје у школама у Кини, Индији, Пакистану, Филипинима, делу западне Европе и већини енглеског говорног подручја, укључујући Аустралију[22] и Уједињено Краљевство.[23]
- Модел шест континената са комбинованом Евроазијом се углавном користи у Русији, источној Европи, и Јапану.
- Модел шест континената са комбинованим Америкама се обично користи у Француској и њеним бившим колонијама, Италији, Португалији, Шпанији,[24] Румунији, Латинској Америци,[24] и Грчкој.[14]
  - Модел пет континената настаје из овог модела искључивањем Антарктика као ненасељеног. То се користи, на пример у Уједињеним нацијама[25] и у Олимпијској повељи[26] у њеном опису олимпијске заставе.

Термин Океанија се односи на групу острвских земаља и територија у Тихом океану, заједно са континентом Аустралија. Тихоокеанска острва са везама за друге друге континенте (као што су Јапан, Хаваји или Ускршње острво) се обично групишу с тим континентима уместо са Океанијом. Овај термин се користи у неколико различитих континенталних модела уместо Аустралије.

## Геологија
Током 20. века, геолози су прихватили теорију да се континенти померају на површини планете током времена. Овај процес се назива тектоника плоча.
Површина Земље се тренутно састоји од седам великих и бројних мањих тектонских плоча које се померају и сударају и таквим померањима је дошло и до данашњег изгледа континената.

## Рељеф континената
У рељефу континената издвајају се три основне групе облика. Прва група представљена је узвишењима (позитивни облици), друга група заравнима а трећа група су улегнућа (негативни облици). Због тога се у макро рељефу континената издвајају три основне категорије облика: висије, низије и котлине. Ова класификација облика рељефа заснива се претежно на њиховом тектонском пореклу.
Висије су пространа узвишења у рељефу Земљине површине, која су више или мање рашчлањена, а одликују се знатним апсолутним и релативним висинама. То су масиви издигнути тектонским покретима а обликовани потоњим ерозивним процесима. Типске висије у Азији су Иранска и Јерменска. Иранска висија захвата површину од 2,7 милиона km². Ове висије издигнуте су током терцијара и квартара.
Висије се у морфолошком погледу могу поделити на висоравни и планине. Висоравни су заправо уравњене висије. Оне представљају простране заравни у високим планинским регионима које су мало дисециране и рашчлањене ерозијом. Могу се поделити на структурне (нпр. висораван у којој је усечен кањон Колорада), вулканске (нпр. северозападни део висоравни Декан) и ерозивне. Висоравни мањих димензија називају се платоима. Платои су заравни уоквирене дубоко усеченим долинама.
Планине су, за разлику од висоравни, пространа узвишења стрмих страна, различитог облика и правца пружања, која се одликују јако рашчлањеним и дисецираним рељефом. Постоје генетска и стадијално-еволутивна класификација планина. У морфометријском погледу оне се могу поделити на ниске (са апсолутном висином од 200–700 m), средње високе (700–2000 m) и високе (преко 2000 m апсолутне висине).
Низије су пространи уравњени делови Земљине површине који се одликују малим апсолутним и релативним висинама. Највећа низија на Земљи је Амазонска низија, чија површина достиже 7 милиона km². Изразите низије Европе су Источноевропска, Холандско-белгијска, Панонска итд. У Азији су то Бенгалска и Гангешка. Мање низије у рељефу Земљине површине називају се равницама. Равнице су заравни које нису морфолошки индивидуалисане и изразито ограничене планинским странама. Према структури, генези и морфолошкој еволуцији деле се на структурне, ерозивне и акумулативне.
Котлине су удубљења мањег или већег пространства која се одликују пространим уравњеним дном у виду равница, а морфолошки су изразито индивидуалисане и јасно ограничене планинама. Према начину постанка деле се на тектонске и ерозивне.

## Давање назива
- Под Африком се у прошлости подразумевао само данашњи Тунис. Она је од стране Римљана тако прозвана по племену Афри из околине Картагине.
- Америка је по предлогу Мартина Валдземилера добила име по Америгу Веспучију, који је кратко након Кристифора Колумба пловио источном обалом Јужне Америке.
- Антарктик (лат. Antarctica) је названа по грчком ἀνταρκτικός („супротно од Арктика“). Назив ἀρκτις такође долази из грчког речника и значи медвед ἀρκτός би онда значило „Земља медведа“.
- Азија (лат. Asia) је појам из асирског језика Assu = „излазак сунца“ или „исток“.
- Аустралија води своје име од латинског израза Terra Australis = „Јужна земља“.
- Европа је можда добила свој назив од грчког Erebos = „Вечерња земља“.

## Насељеност континената
| Област                  | Област     |
| ----------------------- | ---------- |
| континент               | (km²)      |
| Африка-Евроазија        | 84 360 000 |
| Евроазија               | 53 990 000 |
| Азија                   | 43 810 000 |
| Америка                 | 42 330 000 |
| Африка                  | 30 370 000 |
| Северна Америка         | 24 490 000 |
| Јужна Америка           | 17 840 000 |
| Антарктик               | 13 720 000 |
| Европа                  | 10 180 000 |
| Океанија                | 9 010 000  |
| Аустралија-Нова Гвинеја | 8 500 000  |
| Аустралија              | 7 600 000  |

| Популација              | Популација              | Популација |
| ----------------------- | ----------------------- | ---------- |
| континент               | процењена популац. 2002 | процената  |
| Африка-Евроазија        | 5 400 000 000           | 86%        |
| Евроазија               | 4 510 000 000           | 72%        |
| Азија                   | 3 800 000 000           | 60%        |
| Африка                  | 890 000 000             | 14%        |
| Америка                 | 886 000 000             | 14%        |
| Европа                  | 710 000 000             | 11%        |
| Северна Америка         | 515 000 000             | 8%         |
| Јужна Америка           | 371 000 000             | 6%         |
| Океанија                | 35 800 000              | 0.6%       |
| Аустралија-Нова Гвинеја | 30 000 000              | 0.5%       |
| Аустралија              | 20 000 000              | 0.3%       |
| Антарктик               | 1 000                   | 0.00002%   |

Према овој процени броја становништва на свету је 2002. године живело укупно 6 321 900 000 људи.